# Karmir Shuka
Karmir Shuka (in armeno Կարմիր Շուկա), in passato Quirmizi Bazar (in azero Qırmızı Bazar), è una comunità rurale di poco meno di mille abitanti del distretto di Xocavənd, in Azerbaigian, fino al 2024 appartenente alla regione di Martowni, nella repubblica dell'Artsakh (precedentemente al 2017 denominata repubblica del Nagorno Karabakh).
Sorge in una verde vallata percorsa dal fiume Varanda a 35 km dal capoluogo Martuni. Il significato del nome, in tutte le sue varianti linguistiche, è Mercato rosso. Si trova sul sentiero escursionistico Janapar.
L'economia si basa prevalentemente su agricoltura e allevamento.